# The Forgotten
The Forgotten är en amerikansk film från 2004.

## Handling
En kvinna lever sitt vardagliga liv. Lämnar sin son i skolan och träffar ett annat barns far ute på kvällen, de gungar. Barnen försvinner sedan spårlöst, finns inte att finna vid skolan där de skall hämtas och väl hemma minns inte mannen i familjen att pojken ens existerat. Bara foton finns kvar, eller fanns. De är nu borta. Psykologhjälp kallas in och kvinnan förklaras sjuk, men ledtrådar dyker upp. Pappan från gungan dyker upp igen och bakom tapeten i hans lägenhet finns spår av ett barnrum...

## Om filmen
The Forgotten är regisserad av Joseph Ruben.

## Rollista (urval)
- Julianne Moore - Telly Paretta
- Christopher Kovaleski - Sam
- Matthew Pleszewicz - Sam, som femåring
- Anthony Edwards - Jim Paretta
- Linus Roache -  en vänlig man
- Jessica Hecht - Eliot
- Gary Sinise - Dr. Jack Munce
- Dominic West - Ash
- Lee Tergesen - Al Petalis
- Robert Wisdom - Carl Dayton